# Listă de monumente dedicate lui Mihai Eminescu
Aceasta este o listă de monumente, statui și busturi dedicate lui Mihai Eminescu Primul monument dedicat lui Mihai Eminescu a fost dezvelit în anul 1911, la Galați. Primul bust al lui Mihai Eminescu a fost dezvelit în 1895 la Botoșani, creația lui Ion Georgescu.
| Monument                                                             | Autor(i)            | Localizare                         | Imagine | Dezvelit în      | Cod / Ref.                                                  |
| -------------------------------------------------------------------- | ------------------- | ---------------------------------- | ------- | ---------------- | ----------------------------------------------------------- |
| Bustul lui Mihai Eminescu din Băile Herculane                        |                     | Băile Herculane                    |         | 1926             | Cod:LMI:CS-III-m-B-11231                                    |
| Bustul lui Mihai Eminescu din Constanța                              | Oscar Han           | Constanța                          |         | 1934             | Cod:LMI:CT-III-m-B-02920                                    |
| Monumentul lui Mihai Eminescu din Galați                             | Frederic Storck     | Galați                             |         | 1911             | Cod:LMI:GL-III-m-B-03132                                    |
| Bustul lui Mihail Eminescu din Rotonda scriitorilor                  | Ion Jalea           | București                          |         | 1943, 27 iunie   | Cod:LMI:B-III-m-B-20037                                     |
| Statuia lui Mihai Eminescu din fața Muzeului Literaturii Române      | Milița Petrașcu     | București                          |         |                  | [ 10 ]                                                      |
| Statuia lui Mihai Eminescu din Grădina Ateneului Român din București | Gheorghe D. Anghel  | București                          |         | 1963             | Cod:LMI:B-III-m-B-19983                                     |
| Statuia lui Mihai Eminescu din Botoșani                              | Oscar Han           | Botoșani                           |         | 1967             | [ 14 ]                                                      |
| Statuia lui Mihai Eminescu din Iași                                  | Ion Schmidt Faur    | Iași                               |         | 1929             | Cod:LMI:IS-III-m-B-04282                                    |
| Statuia lui Mihai Eminescu din Montreal                              | Vasile Gorduz       | Montreal                           |         | 2004             | [ 3 ]                                                       |
| Statuia lui Mihai Eminescu din Paris                                 | Ion Vlad            | Paris                              |         |                  | [ 15 ]                                                      |
| Statuia lui Mihai Eminescu din Sorbona                               | Ion Vlad            | Sorbona                            |         |                  | Originalul versiunii de la Paris                            |
| Statuia lui Mihai Eminescu de la Opera Română din Cluj-Napoca        | Ovidiu Maitec       | Cluj-Napoca                        |         | 1976             | 3 m înălțime                                                |
| Statuia lui Mihai Eminescu de la Grădina Botanică din Cluj-Napoca    | Oscar Han           | Cluj-Napoca                        |         | 1930             | 2,5 m înălțime                                              |
| Statuia lui Mihai Eminescu din Deva                                  | Tudor Panait        | Deva                               |         | 1973, 26 sept.   | [ 18 ]                                                      |
| Bustul lui Mihai Eminescu de la Mănăstirea Putna                     | Oscar Han           | Mănăstirea Putna                   |         | 1926             | Cod Eminescu                                                |
| Bustul lui Mihai Eminescu din Timișoara                              | Oscar Han           | Timișoara                          |         |                  | [ 11 ]                                                      |
| Monumentul lui Mihai Eminescu din Sânnicolau Mare                    | Ion Dimitriu-Bârlad | Sânnicolau Mare                    |         | 1925, 11 oct.    | Primul monument dedicat lui Mihai Eminescu din Transilvania |
| Bustul lui Mihai Eminescu din Oravița                                | Romul Ladea         | Oravița                            |         | 1933             | [ 11 ] [ 21 ]                                               |
| Bustul lui Mihai Eminescu din Șiria                                  | Romul Ladea         | Șiria                              |         | 1960             | [ 11 ] [ 22 ]                                               |
| Bustul lui Mihai Eminescu din Buziaș                                 |                     | Buziaș                             |         |                  | [ 11 ]                                                      |
| Bustul lui Mihai Eminescu din Jimbolia                               |                     | Jimbolia                           |         |                  | [ 11 ]                                                      |
| Bustul lui Mihai Eminescu din Dumbrăvița                             |                     | Dumbrăvița, Timiș                  |         |                  | [ 11 ]                                                      |
| Bustul lui Mihai Eminescu din Botoșani                               | Ioan Georgescu      | Botoșani                           |         |                  | Cod:LMI:BT-III-m-B-02034                                    |
| Bustul lui Mihai Eminescu de la Teatrul Mihai Eminescu din Botoșani  |                     | Botoșani                           |         |                  | Cod:LMI:BT-III-m-B-02036                                    |
| Bustul poetului Mihai Eminescu la Botoșani                           |                     | Botoșani                           |         | 7 decembrie 1930 |                                                             |
| Bustul lui Mihai Eminescu din Dumbrăveni, Suceava                    | Oscar Späthe        | Dumbrăveni, Suceava                |         | 1902             | [ 10 ] [ 23 ]                                               |
| Monumentul „Poetul național Mihai Eminescu. 1850-1889”               | Ion Vlasiu          | Sângeorgiu de Mureș, județul Mureș |         | 15 August 2021   | [ 24 ]                                                      |